# Etel Adnan
Etel Adnan (en arabe : إيتيل عدنان, ʼītīl ʿadnān), née le 24 février 1925 à Beyrouth et morte le 14 novembre 2021 à Paris, est une poète syro-franco-américano-libanaise, écrivaine et artiste visuelle ; polyglotte, elle écrit en français, en anglais et en arabe.
En 2003, MELUS, la revue de la Société pour l’étude de la littérature multi-ethnique des États-Unis (en), présente Adnan comme « indéniablement l’écrivaine arabo-américaine la plus célèbre et accomplie d’aujourd’hui ».

## Biographie
La revue MELUS écrit que l’histoire de la vie d’Etel Adnan est faite de déplacement et d’aliénation (« a study in displacement and alienation »).
Née à Beyrouth d’une mère grecque chrétienne et d’un père syrien musulman, elle a grandi en parlant le grec et le turc dans une société primordialement arabophone. Elle fut élevée dans l’école d’un couvent français, et c’est ainsi que le français devient la langue d’écriture de ses premiers travaux littéraires. Elle étudie l’anglais dès sa jeunesse et la plupart de ses derniers écrits ont été rédigés principalement dans cette langue.[réf. nécessaire]
Âgée de 24 ans, Adnan voyage à Paris, où elle retrouve son ami artiste de Beyrouth Joseph Terdjan, et où elle finit ses études de philosophie à la Sorbonne. Quelque temps après, elle part aux États-Unis où elle continue ses études supérieures à l’université de Californie à Berkeley et à l’université Harvard[réf. nécessaire].
Elle enseigne la philosophie de l’art à l’Université dominicaine de Californie à San Rafael de 1958 à 1972, et elle donne des conférences dans plusieurs universités des États-Unis. En 2020, le Griffin Poetry Prize est décerné à son livre Time.
Etel Adnan est l’auteure de nombreux ouvrages poétiques, essais, romans, et elle a dirigé les pages culturelles du quotidien francophone libanais As-Safa.

Prise entre plusieurs langues dans sa jeunesse, Adnan retrouve sa voix primaire dans la peinture plutôt que dans l’écriture. En 1996, elle se rappelle :

« L’art abstrait c’était l’équivalent à l’expression poétique ; je n’ai pas éprouvé le besoin de me servir des mots, mais plutôt des couleurs et des lignes. Je n’ai pas eu le besoin d’appartenir à une culture orientée vers le langage mais plutôt à une forme ouverte d’expression. »

« Je n’avais plus besoin d’écrire en français, j’allais peindre en arabe », écrit-elle encore sur l’époque où elle commence à peindre en Californie.

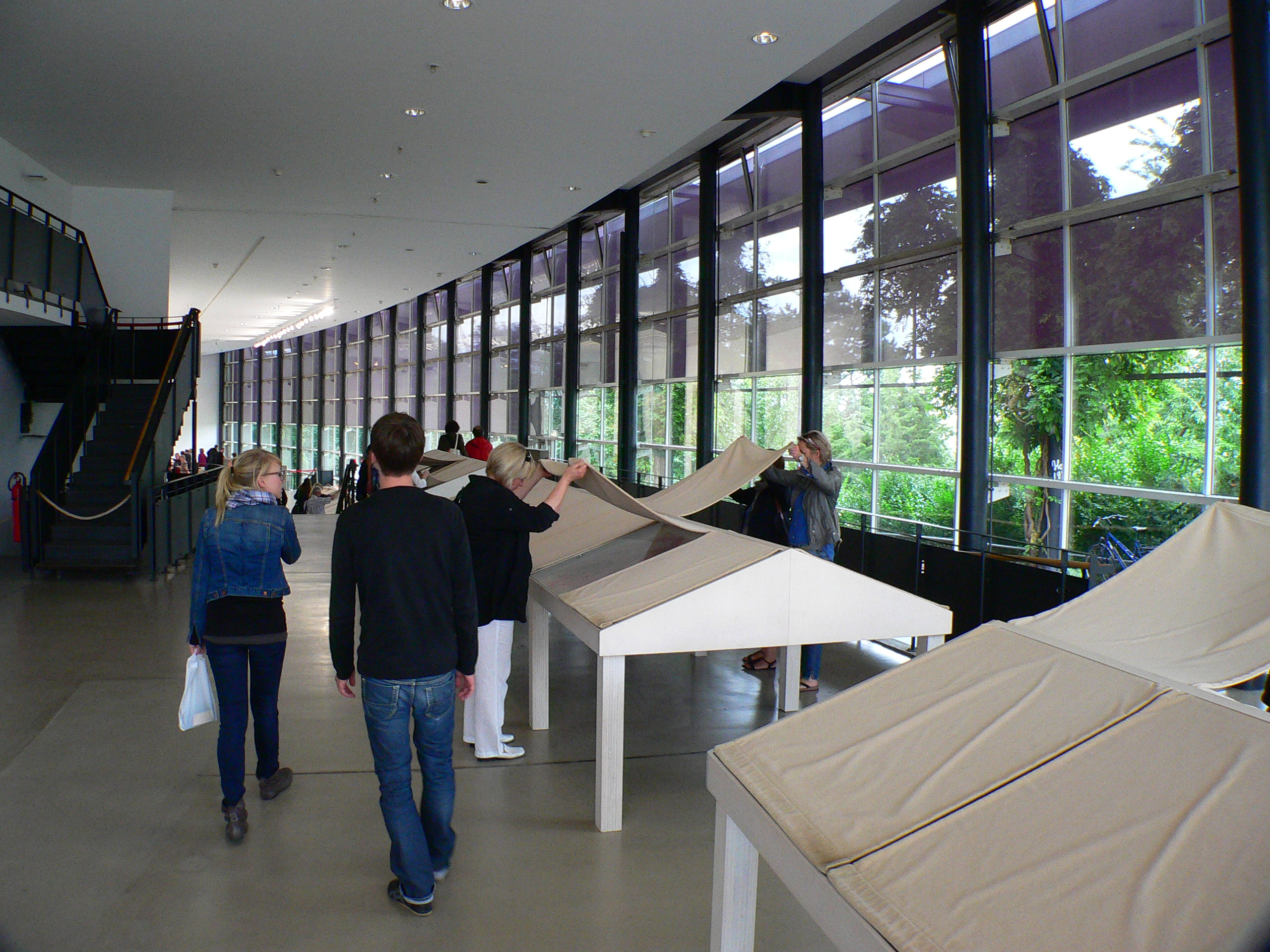
Etel Adnan à documenta 13, Cassel.

Mais ce n’est qu’au début des années 2010 que le monde de l’art la découvre plasticienne. À plus de 80 ans, elle commence subitement à exposer dans des institutions prestigieuses : au Guggenheim de New York, au Mudam à Luxembourg, au Centre Paul-Klee à Berne, à la Fondation Luma à Arles, à documenta 13 à Cassel... Son œuvre figurative et naïve où elle mêle écriture et peinture est sans doute plus dans l’air du temps que dans les années 1970, dans lesquelles cette inspiration pouvait passer pour « réactionnaire ». Sa « découverte » fait aussi partie d’une considération désormais affirmée pour les femmes peintres. Elle meurt alors que l’exposition Écrire, c’est dessiner, qu’elle a en grande partie inspirée, vient à peine de s’ouvrir au Centre Pompidou-Metz (6 novembre 2021 au 21 février 2022). Ses œuvres y voisinent celles de Pierre Alechinsky, Louise Bourgeois ou Jacques Villeglé ainsi que des pages autographes d'Arthur Rimbaud, Victor Hugo ou Antonin Artaud,.
Revenue en France, Etel Adnan habitait Paris et Erquy. Elle vivait depuis les années 1980 avec sa compagne l’artiste Simone Fattal,,.

## Publications

### En français
- Etel Adnan : Erquy, Galerie Lelong, 2024
- Etel Adnan : Les estampes / The Prints, Galerie Lelong, 2023
- L'Indien jamais n'a eu de cheval, Galerie Lelong, 2022
- La Beauté de la lumière, entretiens avec Laure Adler, Seuil, 2022
- Le Destin va ramener les étés sombres, Seuil, 2022
- Déplacer le silence, Éditions de l'Attente, 2022
- Le Maître venu de l'Ouest, L'Échoppe, 2021
- Fil du temps, Galerie Lelong, 2021
- Je suis un volcan, Galerie Lelong, 2021
- L'Express Beyrouth-Enfer, Galerie Lelong, 2021
- L'Apocalypse arabe, Galerie Lelong, 2021
- Voyage, guerre, exil, L'Échoppe, 2020
- Un printemps inattendu (entretiens), Galerie Lelong, 2020
- Grandir et devenir poète au Liban, L'Échoppe, 2019
- Surgir, Éditions de l'Attente, 2019
- Tolérance, L'Échoppe, 2018
- Revenir à Yourcenar, L'Échoppe, 2018
- Nuit, Éditions de l'Attente, 2017
- Orphée face au néant, L'Échoppe, 2016
- La Vie est un tissage, Galerie Lelong, 2016  (ISBN 978-2-868821-21-8)
- Mer et brouillard, Éditions de l'Attente, 2017
- Heiner Müller et Le Tintoret : la fin possible de l'effroi, L'Échoppe, 2015
- À propos de la fin de l'empire ottoman, Galerie Lelong, 2015  (ISBN 978-2-868821-19-5)
- Le Prix que nous ne voulons pas payer pour l'amour, Galerie lelong, 2015  (ISBN 978-2-868821-16-4)
- Le Maître de l'éclipse, Manuella éditions, 2015, trad. Martin Richet
- Prémonition, Galerie Lelong, 2015  (ISBN 978-2-868821-14-0)
- Écrire dans une langue étrangère, L'Échoppe, 2014
- Là-bas, Éditions de l’Attente, 2013
- Voyage au mont Tamalpais, éd. Manuella Éditions, 2013  (ISBN 978-2917217535)
- Le Cycle des Tilleuls, Al Manar, 2012  (ISBN 978-2364260139). trad. Martin Richet
- Paris mis à nu, Tamyras, 2011  (ISBN 978-2-36086-015-9). trad. Martin Richet
- Au cœur du cœur d’un autre pays, Tamyras, 2010  (ISBN 978-2-36086-007-4). trad. Eric Giraud
- À deux heures de l'après-midi, édition bilingue (français-arabe), Tunis, Tawbad, 2010
- Retour de Londres, édition bilingue (français-arabe), Tunis, Tawbad, 2010
- Ce Ciel qui n'est pas, poésie, édition bilingue (français-arabe), illustrations ; encres : Maya Le Meur. Tunis, Tawbad, 2008[15]
- Le 27 octobre 2003, Édition quadrilingue (français-anglais-arabe-japonais), Tunis, Tawbad, 2008
- Vendredi 25 mars à 16 heures, édition bilingue (français-arabe), Tunis, Tawbad, 2007
- Ce ciel qui n'est pas, Poésie, Paris, L’Harmattan, 1997
- Rachid Korachi : Écriture passion, avec Rachid Korachi et Jamel-Eddine Bencheikh. Alger : Galerie Mhamed Issiakhem, 1988
- L'Apocalypse arabe, Paris, éditions Papyrus, 1980, rééd. L'Harmattan, 2010  (ISBN 978-2-296-01012-3)
- Sitt Marie Rose, Paris, Des Femmes, 1978 ; rééd. Tamyras, 2010   (ISBN 978-2-36086-006-7)
- Jbu : Suivi de l'Express Beyrouth enfer, Paris, P.J. Oswald, 1973

### En anglais
- Shifting the silence, Nightboat, 2020
- Time, Nightboat, 2020
- Surge, Nightboat, 2018
- Night, Nightboat, 2016
- Life is a Weaving, Galerie Lelong, 2016  (ISBN 978-2-868821-23-2)
- Premonition (2014)
- To look at the sea is to become what one is: An Etel Adnan Reader (2014)
- Sea and Fog (2012)
- Master of the Eclipse (2009)
- Seasons (2008)
- In the Heart of the Heart of Another Country (2005)
- In/somnia (2002)
- There: In the Light and the Darkness of the Self and of the Other (1997)
- To Write in a Foreign Language (1996)
- Of Cities and Women, Letters to Fawwaz (1993)
- Paris, When It's Naked (1993)
- The Spring Flowers Own and the Manifestations of the Voyage (1990)
- The Arab Apocalypse (1989), Ed. The Post-Apollo Press  (ISBN 978-0-942996-60-9)
- Journey to Mount Tamalpais: An Essay (1985)
- The Indian Never Had a Horse and Other Poems (1985)
- From A to Z Poetry (1982)
- Homage to Etel Adnan (2012), Ed. The Post-Apollo Press  (ISBN 978-0942996-79-1)

### En arabe
- الست ماري روز as-Sitt Mari Ruz (Sitt Marie Rose), avec Jirum Shahin et Firyal Jabburi Ghazul. Al-Qahirah: al-Hayah al-Ammah li-Qusur al-Thaqafah, 2000
- n mudun walnisāʼ: rasaʼil ilā Fawwāz (Of Cities and Women : Letters to Fawwaz.) Bayrut: Dar al-Hihar, 1998
- كتاب ألبحر كتاب ألليل  كتاب ألموت  كتاب ألنهايه Kitab al-bahr; kitab al-layal; kitab al-mawt; kitab an-nihayah (Le livre de la mer, le livre de la nuit, le livre de la mort, le livre de la fin), avec Abid Azarih. Bayrut: Dar Amwaj, 1994
- as-Sitt Marie Ruz. Bayrut: al-Mu-assasah al-Arabiyah lil-Dirasat wa al-Nashr, 1979

## Collections
Les œuvres d’Etel Adnan figurent dans de nombreuses collections, dont le Centre Pompidou, Paris, Mathaf, Doha, Qatar, Royal Jordanian Museum, Tunis Modern Art Museum, musée Sursock, Beyrouth, Institut du Monde Arabe, Paris, British Museum, London,, M+, Hong Kong…

#### Sur Etel Adnan
- Simone Fattal, Etel Adnan, la peinture comme énergie pure, 2016  (ISBN 978-2-840682-75-2).
- Jean Frémon, Etel Adnan, être là. Galerie Lelong, 2015.
- Nayla Tamraz, On Marginalisation, Activism and Feminism, dialogue with Etel Adnan, Lamia Joreige and Tagreed Darghouth, in Selections, No. 42, September 2017, p. 48-61.
- Leporellos (catalogue), Galerie Lelong & Co., 2020.
- Estampes (catalogue), Galerie Lelong & Co., 2019.
- Ismyrna (film), Joana Hadjithomas et Khalil Joreige, 2016

#### Sur les femmes artistes
- Élisabeth Védrenne et Valérie de Maulmin, Les Pionnières : dans les ateliers des femmes artistes du XXe siècle, photographies de Catherine Panchout, Paris, Somogy éditions d'art, 2018  (ISBN 978-2-7572-1305-6). Avec Etel Adnan, Geneviève Asse, Pierrette Bloch, Geneviève Claisse, Parvine Curie, Sheila Hicks, Shirley Jaffe, Véra Molnar, Aurélie Nemours, Marta Pan et Judit Reigl.